# Ceratinopsis xanthippe
Ceratinopsis xanthippe là một loài nhện trong họ Linyphiidae.
Loài này thuộc chi Ceratinopsis. Ceratinopsis xanthippe được Eugen von Keyserling miêu tả năm 1886.